# 우번
우번(중국어 정체자: 虞翻, 병음: Yú Fān 위판[*], 164년 ~ 233년)은 중국 후한 말기 ~ 동오의 관료로, 자는 중상(중국어 정체자: 仲翔, 병음: Zhòngxiáng 중샹[*])이다.

## 생애
양주 회계군 여요현(餘姚縣, 현재의 닝보시 위야오시) 사람이다. 《역경》에 밝은 학자로, 지모가 뛰어났다. 별전에 따르면 영릉태수를 역임한 고조부 우광 대부터 맹씨역(孟氏易)을 가학으로 다루어 왔다고 한다.
처음에는 회계태수 왕랑을 섬겼다. 왕랑이 손책에 패배하여 남쪽으로 도망가자, 이를 따라 왕랑을 호위하였으나 왕랑의 권유로 회계에 머물렀고, 손책에게 초빙되어 임관에 응하였다.
손책의 밑에서 계속 회계의 업무를 담당하는 한편, 예장태수 화흠을 설득하여 항복시켰다. 손책이 죽자 그의 동생 손권을 섬겼으며, 낙양에 있는 당시 최대 군주인 조조로부터 부름을 받았으나 응하지 않았다. 공융과 장굉으로부터 재능을 높이 평가받았으며, 육적과는 친구 관계였다.
우번은 자기가 옳다고 생각하면 그 주장을 관철한 인물로, 유비를 배신한 미방과 관우에게 항복한 후 손권의 보호를 받은 우금을 면전에서 비난하였다. 주군 손권에 대해서도 잘못된 행동을 하면 반드시 말하였다. 손권이 오나라 대국왕(吳大國王)이 되어 축하연이 벌어졌다. 술을 좋아한 손권은 자진하여 술잔을 돌렸는데, 우번은 취하여 쓰러진 척하여 마시지 않았다. 손권이 지나가자 우번은 태연히 일어났고, 이에 분노한 손권은 우번을 죽이려 하였다.
이때 유기의 중재로 목숨을 부지하였으나, 얼마 후 신선에 대하여 손권과 장소가 이야기하는 것을 언뜻 듣고는 "죽은 자들이 신선에 대하여 논하고 있군요. (불로불사의) 신선은 있을 리가 없을텐데 말입니다"라고 말하며 조롱하였다. 이러한 일이 거듭되자 손권은 우번을 교주로 쫓아내었다. 우번은 교주에서 수백 명의 문하생들을 상대로 광효사(光孝寺)에서 학문을 가르쳤다. 그 후 다시는 중앙으로 돌아가지 못하고, 그곳에서 69세의 나이로 생을 마쳤다.

## 《삼국지연의》 속 우번
손책에게 항복할 것을 왕랑에게 진언하였으며, 이 일로 미움을 사 왕랑의 곁을 떠난다.
또한, 부사인(傅士仁)의 친구로 설정되어 있다.

## 같이 보기
- 우사
- 우충
- 우용
- 우병